# Elfenbeinpapier
Elfenbeinpapier ist ein an Stelle von Elfenbeintafeln zur Miniaturmalerei geeigneter Bildträger.
Elfenbeinpapier besteht aus mehreren mit Hautleim verbundenen Schichten. Zuunterst ein zum Durchseihen beim Leimkochen benutztes Textilgewebe mit Pergamentresten. Darauf folgen mehrere Lagen Zeichenpapier. Die Oberfläche, den Malgrund bildet ein Leimfarbenanstrich aus Gips als Füllstoff und Zinkweiß als wichtigstes Pigment. Getrocknet und fein geschliffen wurde das Material Anfang des 18. Jahrhunderts als sogenannte Ivory paper zum Skizze sowie für schriftliche Notizen benutzt. Da sich mit Bleistift gezogene Linien leicht löschen ließen.
Das Herstellungsverfahren erprobte und entwickelte erstmals G.S. Einsle, über dessen Biografie bisher wenig bekannt ist. Für seine Innovation und dessen Herstellungsmethode fand in zeitgenössischen Druckerzeugnissen vielfachen Niederschlag. Besonders, nachdem 1820 mehrere kunsterfahrene Mitglieder der Londoner Royal Society of Arts eine Belohnung von 30 Guineen befürworteten. Proben der etwa 3 mm dicken Tafeln wurden im Repositorium der Gesellschaft hinterlegt.